# Annihilator
Annihilator je kanadská thrashmetalová kapela založená v roce 1984 v Ottawě kytaristou Jeffem Watersem, který zůstal původním členem a frontmanem ve skupině. Waters je mimo jiné kytarista, textař, autor, producent, zvukový inženýr a příležitostný baskytarista a zpěvák.
Spolu se Sacrifice, Voivod a Razor je Annihilator označována jako jedna z „velké čtyřky“ kanadského thrash metalu. Jsou také považováni za součást „druhé vlny“ thrash metalových kapel z konce 80. a začátku 90. let.
Annihilator je nejprodávanější kanadská heavymetalová skupina, ale většina prodejů byla vytvořena mimo Kanadu. První dvě studiová alba skupiny Alice in Hell (1989) a Never, Neverland (1990), jsou považovány za vlivné kanadské metalové desky. Kapela obdržela chválu od kritiků a těší se úspěchu hlavně v Evropě a Japonsku.

## Název
Waters řekl, že skupinu pojmenoval po tanku, na kterém jela postava Eddieho Murphyho ve filmu Nejlepší obrana z roku 1984.

## Historie

### Začátky kapely (1984–1988)
Kapelu založili v Ottawě v roce 1984 kytarista Jeff Waters a zpěvák John Bates napsali a nahráli píseň “Annihilator“ (nejedná se o píseň z alba King of the Kill). Jedná se o historicky první píseň kapely, která se ovšem nikdy neobjevila na albu než tato původní verze byla vydána na speciální edici alba Schizo Deluxe v roce 2005. Později se ke skupině připojili bubeník Paul Malek a baskytarista Dave  "Richer" Scott. A tato sestava nahrála demo “Welcome To Your Death“, ale sestava vydržela dva roky, poté kapelu opustili Bates a Scott kvůli hudebním rozdílům a konfliktům mezi členy. V roce 1986 Waters a Malek nahráli další demo, “Phantasmagoria“. Třetí demo “Wicked Mystic“ / „Word Salad“ bylo nahráno Watersem a Malekem v roce 1987 a zasláno pouze vydavatelstvím.
Waters se následně přestěhoval do Vancouveru, kde sestavil novou sestavu skupiny s bubeníkem Rayem Hartmannem, a basistou a zpěvákem Randyho Rampagea. 

### Alice in Hella odchod Rampage (1988–1989)
V roce 1988 Waters podepsal smlouvu s Roadrunner Records, a poté nahrál a produkoval debutové album Alice in Hell vydané v dubnu 1989. Album obdrželo pozitivní recenze a postupně získávalo pochvaly. Skupina se vydala na své první světové turné a po Evropě byla předkapelou britské kapely Onslaught. Po Severní Americe byli předkapelou pro Testament, později také pro Exodus a Metal Church.
Potom, co v prosinci 1989 skončilo turné na podporu alba zpěvák Randy Rampage opustil skupinu, kvůli práce v lodních docích v Severním Vancouveru.

### Never, Neverlanda vzestup slávy (1990–1992)
Do kapely přišel zpěvák Coburn Pharr se kterým na začátku roku 1990 Waters začal nahrávat další album. V září 1990 vyšlo druhé album s názvem Never, Neverland. Prodeje alba překonali debutové album a v britském žebříčku se umístilo na 48. místě. Po vydání alba se skupina vydala turné pro kapely Pantera a Xentrix. Na evropském turné byli předkapelou pro Judas Priest. Po turné v roce 1992 kapelu opustili bubeník Ray Hartmann a zpěvák Coburn Pharr.

### Set the World on Fire (1992–1993)
Waters začal pracovat na třetím albu se zpěvákem Aaronem Randallem a bubeníkem Mikem Manginim. V květnu 1993 vyšlo třetí album Set the World on Fire, které distribuovalo Epic Recrods. Mělo úspěch v Evropě a Japonsku, ale v Severní Americe se albu nedařilo a mělo smíšené recenze. Skupina se později rozhodla zmírnit rychlost a thrash prvky svých předchůdců ve prospěch rádiového zvuku. Skupinu před turném opustil bubeník Mike Mangini a nahradil ho Randy Black. Kapela se vydala na rozsáhlá turné k propagaci Set the World on Fire, evropskou část objeli s Coronerem a v Severní Americe s Lillian Axe. Koncem roku 1993 byl Annihilator vyřazen z vydavatelství. Skupinu po konci turné opustil Aaron Randall a Wayne Darley.

### Dočasný rozpad a návrat s dalšími alby (1994–1996)
Annihilator se dočasně rozpadl a Waters si ponechal jméno skupiny. Waters podepsal smlouvu s nahrávací společností CMC International a začal nahrávat další album s Randym Blackem. Čtvrté album King of the Kill vyšlo v říjnu 1994 a Waters album napsal a nahrál celé sám např. kytarové a basové party, zpěv, produkci a míchání. Randy Black se postaral o bicí party. Zvuk alba se přiklonilo k debutovému albu s prvky groove metalu. Po vydání alba se do skupiny připojili basista Cam Dixon a kytarista Dave Scott Davis, a Waters se dohodl s vydavatelstvím MFN. Společně jako kapela nahrála a vydala v březnu 1996 páté album Refresh the Demon, což byl z velké části návrat k rychlosti a technice dřívějších dob kapely.

### Remains,Criteria for a Black Widow,Carnival DiablosaWaking the Fury(1997–2002)
Následující rok v červenci 1997 vyšlo šesté album Remains, které Waters napsal, nahrál a produkoval kompletně sám. Album obsahuje prvky industriálního metalu.
V roce 1998 se Waters rozhodl dát dohromady sestavu alba Alice in Hell kromě basisty Wayna Darleyho, který měl zdravotní problémy a nahradil ho Russell "The Woodsman" Bergquist. A skupina se vrátila k vydavatelství Roadrunner Records. Tato sestava nahrála a vydala v červnu 1999 sedmé album Criteria for a Black Widow, které získalo pozitivní ohlas a vrátilo se k původnímu zvuku. Kapela se vydala na rozsáhlé turné částečně původní sestavy debutového alba. V roce 2000 po turné byl Rampage ze skupiny vyhozen za své nevyzpytatelné a často opilé chování. Místo zpěváka převzal Joe Comeau bývalý kytarista Overkill.
V lednu 2001 Annihilator v nové sestavě vydal osmé album Carnival Diablos přes vydavatelství Steamhammer Records. Album získalo velmi kritický úspěch. Napsaní se podílel nejen Waters, ale také Comeau. Po vydání alba znovu odešel bubeník Ray Hartmann a kytarista Dave Scott Davis, zatímco do skupiny přišel zpět Randy Black a připojil se kytarista Curran Murphy.
Annihilator vydal v březnu 2002 deváté album Waking the Fury, které má powermetalové prvky. Zde znova byla skladatelská dvojice Waters a Comeau. Album získalo kritický úspěch, ale po značném úspěchu alb se sestava kapely opět rozpustila.

### Éra Davea Paddena (2003–2014)
Po letech nestálých změn sestav skupiny se Waters rozhodl pro sestavu určenou na turné. Waters naverboval stálého zpěváka Davea Paddena, zatímco Waters najímal baskytaristy a bubeníky na turné.
V roce 2004 Waters se dohodl s nahrávací společností AFM Records a ve stejném roce v květnu skupina vydala desáté album All for You, které měl znovu celé na starosti sám Waters. O bicí na albu se postaral staronový člen Mike Mangini, který před nahráváním nadcházejícího alba odešel, protože přijal místo učitele bicích nástrojů na Berklee College of Music. Následně odešel kytarista Curran Murphy a Dave Padden se rozhodl, že bude hrát i na kytaru.
Annihilator vydal v listopadu 2005 jedenácté album Schizo Deluxe. Nahráno ve stejné sestavě, ale o bicí se postaral Tony Chapelle. Album získalo pozitivní ohlas. Mezitím se do skupiny vrátil baskytarista Russell "The Woodsman" Bergquist.
V roce 2006 skupina se vrátila k vydavatelství Steamhammer Records a začala nahrávat nové album. V dubnu 2007 Annihilator vydal dvanácté album Metal, které získalo pozitivní ohlas. O bicí na albu se znovu postaral Mike Mangini, především album obsahuje známé hosty.

## Diskografie

### Studiová alba
- Alice in Hell (1989)
- Never, Neverland (1990)
- Set the World on Fire (1993)
- King of the Kill (1994)
- Refresh the Demon (1996)
- Remains (1997)
- Criteria for a Black Widow (1999)
- Carnival Diablos (2001)
- Waking the Fury (2002)
- All for You (2003)
- Schizo Deluxe (2005)
- Metal (2007)
- Annihilator (2010)
- Feast (2013)
- Suicide Society (2015)
- For the Demented (2017)
- Ballistic, Sadistic (2020)
- Metal II (2022)

### Singly
- Stonewall (1990)
- Never, Neverland (1990)
- Phoenix Rising (1993)
- Set the World on Fire (1993)

### Výběrová alba

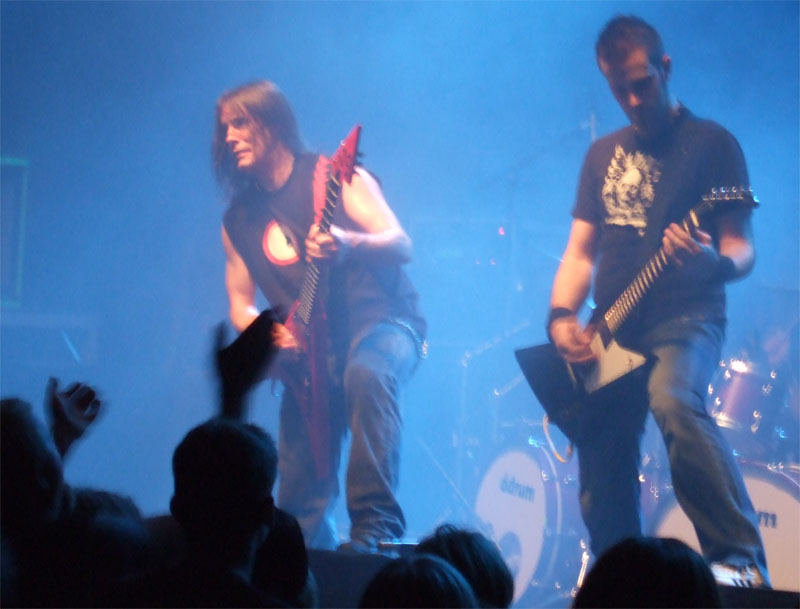
Jeff Waters a Dave Padden

- Two from the Vault (2003) (obsahuje alba Alice In Hell a Never, Neverland)
- The Best of Annihilator (2004)

### EP
- The One (2004)

### Živá alba
- In Command (1996)
- Double Live Annihilation (2003)
- Live at Masters of Rock (album, Annihilator)|Live at Masters of Rock (2009)

## Členové kapely

### Současní členové
- Jeff Waters – zpěv, kytary (1984–dosud)
- Aaron Homma – kytary (2015–dosud)
- Rich Hinks – baskytara (2015–dosud)
- Fabio Allessandrini – bicí (2016–dosud)
- Stu Block – zpěv (2021–dosud)

### Bývalí členové

#### Zpěváci
- John Bates (1984–1986)
- Dennis Dubeau (1987–1988)
- Randy Rampage (1988–1989, 1998–2000; zemřel 2018)
- Coburn Pharr (1989–1992)
- Aaron Randall (1992–1993)
- Joe Comeau (2000–2003)
- Dave Padden (2003–2014)

#### Kytaristé
- Kasey "KC" Toews (1987–1988)
- Anthony Greenham (1988–1989)
- Dave Scott Davis (1989–1992, 1993–2001)
- Neil Goldberg (1992–1993)
- Curran Murphy (2002–2005)

#### Baskytaristé
- Dave Scott (Richer) (1984–1986)
- Wayne Darley (1987–1993)
- Cam Dixon (1994–1995, 2015)
- Lou Bujdoso (1995–1997)
- Russell "The Woodsman" Bergquist (1998–2003, 2005–2007)
- Sandor de Bretan (2004)
- Brian Daemon (2007)
- Dave Sheldon (2007–2008)
- Alberto "Al" Campuzano (2010–2014)
- Oscar Rangel (2014–2015)

#### Bubeníci
- Paul Malek (1984–1986)
- Ray Hartmann (1987–1992, 1999–2001)
- Mike Mangini (1993, 2004–2005, 2007)
- Randy Black (1994–1996, 2002–2003)
- Dave Machander (1996; zemřel 2010)
- Rob Falzano (2004)
- Tony Chappelle (2005)
- Alex Landenburg (2007)
- Ryan Ahoff (2007–2008)
- Carlos Cantatore (2010)
- Flo Mounier (2011)
- Mike Harshaw (2012–2016)